# Stomatanthes
Stomatanthes is een geslacht uit de composietenfamilie (Asteraceae). De soorten komen voor in Zuid-Amerika, van Brazilië tot in Noord-Argentinië. Verder komen soorten voor in tropisch en zuidelijk Afrika.

## Soorten
- Stomatanthes africanus (Oliv. & Hiern) R.M.King & H.Rob.
- Stomatanthes corumbensis (B.L.Rob.) H.Rob.
- Stomatanthes dentatus (Gardner) H.Rob.
- Stomatanthes dictyophyllus (DC.) H.Rob.
- Stomatanthes helenae (Buscal. & Muschl.) Lisowski
- Stomatanthes hirsutus H.Rob.
- Stomatanthes loefgrenii (B.L.Rob.) H.Rob.
- Stomatanthes meyeri R.M.King & H.Rob.
- Stomatanthes oblongifolius (Baker) H.Rob.
- Stomatanthes pernambucensis (B.L.Rob.) H.Rob.
- Stomatanthes pinnatipartitus (Sch.Bip. ex Baker) H.Rob.
- Stomatanthes polycephalus (Sch.Bip. ex B.L.Rob.) H.Rob.
- Stomatanthes reticulatus Grossi & J.N.Nakaj.
- Stomatanthes subcapitatus (Malme) H.Rob.
- Stomatanthes trigonus (Gardner) H.Rob.
- Stomatanthes tundavalaensis D.J.N.Hind
- Stomatanthes warmingii (Baker) H.Rob.